# イギリス鉄道332形電車

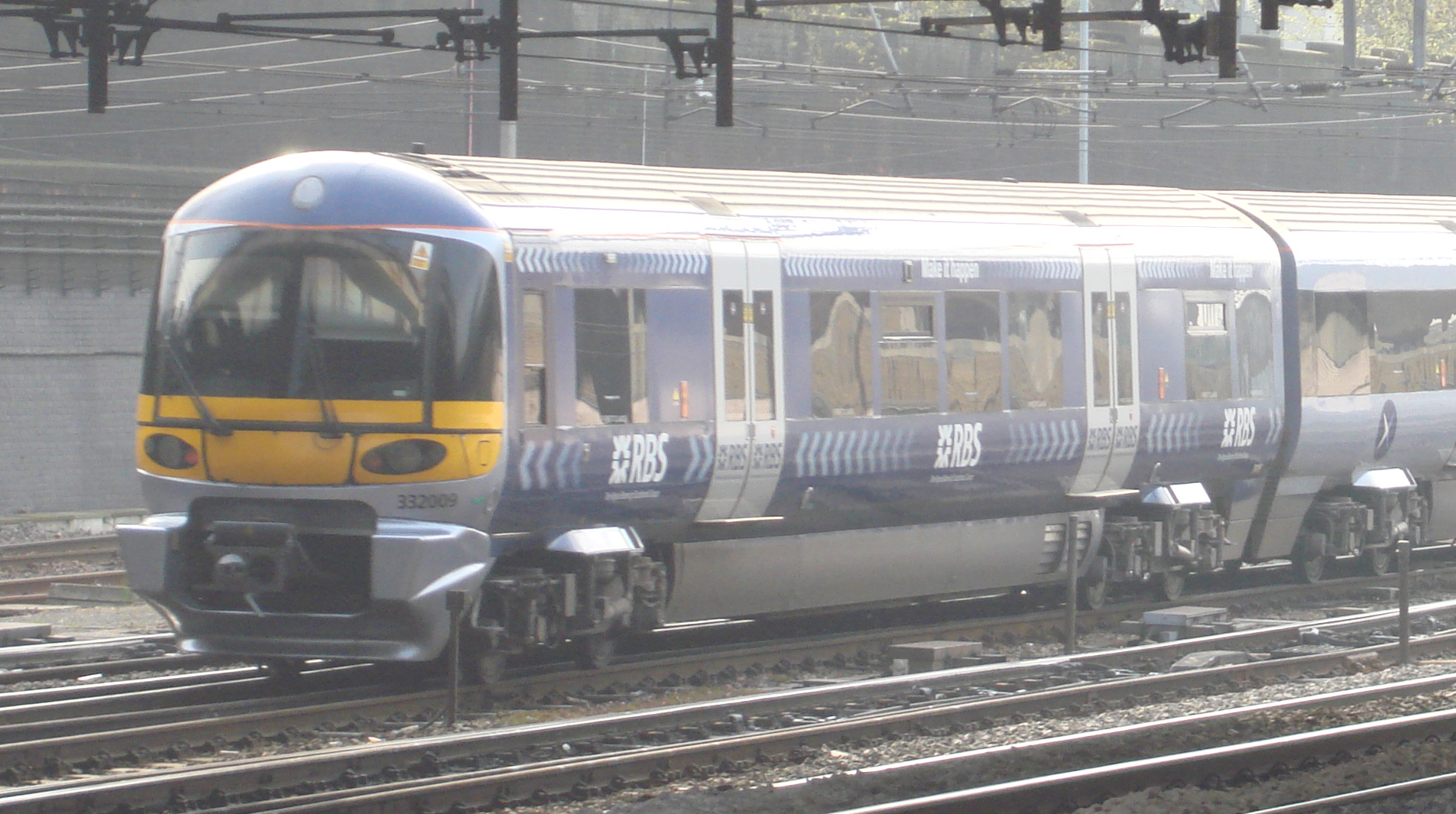
332形

332形（British Rail Class 332）は、1997年に登場したヒースロー・エクスプレスの交流電車である。

## 概要
イギリス国鉄民営化以来初となる新系列電車である。発注当初の形式は331形であったが、営業運転直後に現行の332形に変更された。1998年にイギリス空港管理局(現在のヒースロー・エアポート・ホールディングス)が西本線ヘイス・ハーリントン駅西400m地点の空港信号所から同市最大のヒースロー空港を結ぶ新線の建設が決定し、ヒースロー・エクスプレスが運行開始されることとなった。本形式はその開業用に製造された車両で、製造はCAFとジーメンスのコンソーシアムが担当し、1997年から1998年にかけて4両編成14本がCAFサラゴサ事業所で製造された。

## 車体
車体は普通鋼製で、前面部が丸みを帯びた流線形、側面窓が連続窓風の処理がなされ、側扉は両開きプラグドアが片側2か所設置された。車内は固定式の開放座席で、座席配置は1等では1+1、2等では2+2となっている。
当初は全編成がDMFO-TSO-PTSOL-DMSO（クモロ－サハ－サハ－クモハ）の2M2Tの4両で、先頭車1両が1等車、それ以外の3両が2等車となっていた。電装品はドイツのジーメンスが担当し、モーターは両先頭車の台車に各1個、パンタグラフと化粧室は付随車の1両に1基設置されている。保安装置としては自動列車防護装置が採用され、これは旧国鉄線で初の採用例となった。

## 運用
1997年に最初の2編成がヴェリム試験線経由での甲種輸送を皮切りに、翌1998年までに全14編成がオールド・オーク・コモン運転所に配置された。当初は全編成とも4両編成だったが、2002年にうち5編成が付随車を追加し5両編成となった。1998年1月19日にヒースロー・エクスプレスが運行開始して以来パディントン～ヒースロー・ジャンクション仮駅までのノンストップのヒースロー・エクスプレス運用のみに使用されたが、同年6月23日のヒースロー・ターミナル4駅、2008年3月27日のヒースロー・ターミナル5駅の開業により終着駅がそれぞれ変更された。2016年2月末の定期検査で332014Fの先頭車1両の台枠に亀裂が発見され、全車両の緊急検査を行われた。これにより全編成が営業運転から外され本来ヒースロー・コネクト用の360形がヒースロー・エクスプレスを代走することになった。3月中旬には問題箇所が修復され運用復帰したが、その間ヒースロー・コネクトが運休したためにロンドン・パディントン近郊列車に多大な影響を及ぼした。

## 置き換え
2018年3月、ヒースロー・エクスプレスの運営母体のヒースロー・エアポート・ホールディングスはグレート・ウェスタン・レールウェイに事業譲渡することを発表し、それに伴いGWR所属の387形12編成への置き換えも発表された。2020年11月から廃車が始まり、同年12月をもって全編成が運用を離脱した。
本形式は前述のとおり車体構造に難があったこと、ヒースロー・エクスプレスと他路線の保安装置が異なり、転用改造を要したことや、当時旧国鉄の25000V線区での新造車投入が進行中だったことにより、他事業者への譲渡などは実現されず、廃車後は後述の3両をのぞいて全車とも解体された。
国鉄民営化以来初の新形式として登場した本形式だったが、結局民営化後の新形式としては初の廃形式ともなった。在籍期間は21～22年程度で、車齢40年程度まで使用されることが多いイギリスの旧国鉄線用電車としては異例の短命形式となった。

## 保存
トップナンバーの332001Fの先頭車1両（63400号車）、中間車2両（72412・78400）の3両がイースト・ライディング・オブ・ヨークシャーのジーメンス・グール艤装工場に設置され、住民へのPRブースとして活用されている。